# Leones del Escogido
Uniformes
Les Leones del Escogido sont un club dominicain de baseball de la Ligue dominicaine de baseball hivernal. Champion en 2010 pour la 14e fois de son histoire après dix-sept saisons consécutives sans titre. En Série des Caraïbes, le club compte trois succès (1988, 1990 et 2010).
Basés à Saint-Domingue, les Leones évoluent à domicile à l'Estadio Quisqueya, enceinte de 16 000 places également utilisée par les rivaux locaux des Tigres del Licey.

## Palmarès
- Champion de République dominicaine (15) : 1922, 1956, 1957, 1958, 1960, 1961, 1969, 1981, 1982, 1988, 1989, 1990, 1992, 2010, 2012
- Vice-champion de République dominicaine (12) : 1951, 1959, 1965, 1967, 1968, 1971, 1979, 1991, 1997, 1999, 2001, 2003
- Vainqueur de la Série des Caraïbes (4) : 1988, 1990, 2010, 2012

## Histoire
Le club est fondé le 21 février 1921.